# Гуарульюс (микрорегион)

Гуарульюс на карте.

Гуарульюс (порт. Microrregião de Guarulhos) — микрорегион в Бразилии, входит в штат Сан-Паулу. Составная часть мезорегиона Агломерация Сан-Паулу. 
Население составляет 	1 347 337	 человек (на 2010 год). Площадь — 	778,174	 км². Плотность населения — 	1731,41	 чел./км².

## Демография
Согласно сведениям, собранным в ходе переписи 2010 г. Национальным институтом географии и статистики (IBGE), население микрорегиона составляет:						
| Полное население                             | Полное население                             | Полное население                             | Полное население                             | 1 347 337 |
| -------------------------------------------- | -------------------------------------------- | -------------------------------------------- | -------------------------------------------- | --------- |
| в том числе:                                 | Городское население                          | 1 333 486                                    | Процент городского населения, %              | 98,97     |
|                                              | Сельское население                           | 13 851                                       | Процент сельского населения, %               | 1,03      |
|                                              | Мужское население                            | 657 230                                      | Процент мужского населения, %                | 48,78     |
|                                              | Женское население                            | 690 107                                      | Процент женского населения, %                | 51,22     |
| Плотность населения, чел/км²                 | Плотность населения, чел/км²                 | Плотность населения, чел/км²                 | Плотность населения, чел/км²                 | 1731,41   |
| Население микрорегиона в % к населению штата | Население микрорегиона в % к населению штата | Население микрорегиона в % к населению штата | Население микрорегиона в % к населению штата | 3,27      |

## Статистика
- Валовой внутренний продукт на 2003 составляет 16 950 318 985,00 реалов (данные: Бразильский институт географии и статистики).
- Валовой внутренний продукт на душу населения на 2003 составляет 13 038,01 реалов (данные: Бразильский институт географии и статистики).
- Индекс развития человеческого потенциала на 2000 составляет 0,796 (данные: Программа развития ООН).

## Состав микрорегиона
В составе микрорегиона включены следующие муниципалитеты:
1. Аружа
2. Гуарульюс
3. Санта-Изабел